# Dysbiose intestinale
La dysbiose intestinale est un terme désignant un déséquilibre ou une mauvaise adaptation microbienne ,, du microbiote intestinal. Par exemple, la flore intestinale  peut devenir perturbée, avec des espèces normalement dominantes sous-représentées et des espèces confinées ou supplantées augmentant pour combler le vide. La dysbiose est le plus souvent rapportée comme une affection du tractus gastro-intestinal particulier au cours de la colonisation bactérienne chronique de l'intestin grêle, de la prolifération fongique chronique de l'intestin grêle,.
Les colonies microbiennes typiques présentes sont normalement bénignes ou bénéfiques. Ces colonies microbiennes bénéfiques et de taille appropriée remplissent une série de fonctions utiles et nécessaires, telles que la digestion. Ils aident également à protéger le corps contre la pénétration de microbes pathogènes. Ces colonies microbiennes bénéfiques se font concurrence pour l'espace et les ressources.

## Les causes
La dysbiose peut être causée par de très nombreux facteurs aussi divers que l’exposition répétée et inappropriée à des antibiotiques, l'abus d'alcool, ou un régime inapproprié. Il peut y avoir des  altérations de la couche de mucus, des anomalies de la paroi intestinale (entérocytes et autres), des perturbations du système neuro-endocrinien et enfin un déficit du système immunitaire.

## Deux types de dysbiose intestinale

### Les dysbioses de l'intestin grêle
De nos jours, elles sont encore très peu connues et mal comprises, même par les médecins spécialistes. On parle alors de colonisation bactérienne chronique de l'intestin grêle (ou SIBO pour Small Intestinal Bacterial Overgrowth)  que l’on peut détecter et mesurer avec les tests respiratoires. Normalement le grêle n'abrite seulement que 1% du microbiote intestinal. Le grêle est avant tout le siège de la digestion des aliments par les sécrétions enzymatiques, puis de leur absorption par la muqueuse.     

### Les dysbioses du colon
Le colon abrite 99% du microbiote intestinal, ce qui représente 1 à 2 kilos de bactéries. Il est le siège des dysbioses les mieux connues des médecins.  Des analyses des selles approfondies et le dosage des Métabolites Organique Urinaires (MOU).
Les principales caractéristiques des dysbioses sont une baisse de production des acides gras à chaîne courte (AGCC), altération de la couche de mucus, hyper-perméabilité de la paroi intestinale et dysfonction du système immunitaire sous-muqueux (GALT: Gut Associated Lymphoid Tissue) avec développement d'un état d'inflammation chronique de bas grade (mesuré grâce au dosage de la CRP ultra-sensible).

## Effets
Lorsque cet équilibre est perturbé, la capacité de ces colonies à se contrôler mutuellement est réduite, ce qui peut ensuite entraîner la prolifération d'une ou de plusieurs colonies perturbées, ce qui peut endommager davantage les autres plus bénéfiques dans un cercle vicieux. À mesure que des colonies plus bénéfiques sont endommagées, ce qui accentue le déséquilibre, de plus en plus de problèmes de surcroissance se produisent car les colonies endommagées sont moins en mesure de contrôler la croissance des colonies envahissantes. Si cela ne se vérifie pas assez longtemps, un déséquilibre persistant et chronique entre colonies se formera, ce qui minimisera en fin de compte la nature bénéfique de ces colonies dans leur ensemble.
Les colonies microbiennes excrètent également de nombreux types de sous-produits métaboliques, gaz multiples, toxines, acides gras à courte chaîne (AGCC), encore nommés acide gras volatils, etc. En utilisant différents mécanismes d’élimination des déchets, dans des circonstances normales, le corps gère efficacement ces sous-produits avec peu de problèmes, voire aucun problème. Malheureusement, les colonies surdimensionnées et de taille inappropriée, en raison de leur nombre croissant, excrètent une quantité accrue de ces sous-produits. À mesure que la quantité de sous-produits microbiens augmente, les niveaux plus élevés de sous-produits de déchets peuvent surcharger les mécanismes d'élimination des déchets de l'organisme.
C'est la combinaison de ces deux conséquences négatives qui est à l'origine de nombreux symptômes de santé négatifs observés en présence d'une dysbiose.

## Maladies associées
Des perturbations dans le microbiote peuvent permettre à des facteurs extérieurs, voire à des membres pathogènes du microbiote, de s'implanter dans l'environnement intestinal. La dysbiose a été associée à des maladies telles que maladie intestinale inflammatoire,, syndrome de fatigue chronique, obésité,, cancer,, et colite.

### Cancer
Des périodes prolongées de dysbiose entraînent une augmentation du stress oxydant et de l'inflammation, ce qui peut favoriser la production de métabolites cancérogènes.

### Clostridium Difficile
Le C. difficile est une bactérie opportuniste qui infecte généralement les patients à la suite d’une perturbation du microbiote, telle que le traitement aux antibiotiques,. L'infection peut entraîner plusieurs symptômes différents, notamment une diarrhée aqueuse, de la fièvre, une perte d'appétit, des nausées et des douleurs abdominales. Les infections sévères ou chroniques à C. difficile peuvent entraîner une inflammation du côlon, une maladie appelée colite pseudo-membraneuse.

### Parodontite
La parodontite est une infection buccale qui peut endommager les os qui soutiennent les dents et entraîner la perte des dents. L'un des principaux facteurs de risque de parodontite est la perturbation du microbiote oral, entraînant une accumulation de bactéries pathogènes. Plusieurs publications récentes font état de l'importance des dysbioses buccales dans la genèse de nombreuses pathologies générales, telles les maladies cardio-vasculaires.

## Traitements

### Antibiotiques
À cause des interactions complexes dans le microbiote, il existe peu de données sur l'efficacité de l'utilisation d'antibiotiques pour traiter la dysbiose. Cependant, un antibiotique à large spectre ayant un faible impact sur le microbiote de l'intestin, appelé rifaximine, s'est avéré efficace pour améliorer plusieurs affections associées à la dysbiose, notamment le syndrome du côlon irritable, la colite ulcéreuse et la maladie de Crohn.

### Probiotiques
L'Organisation mondiale de la santé (OMS) définit les probiotiques comme "des micro-organismes vivants qui, lorsqu'ils sont administrés en quantités suffisantes, confèrent un avantage pour la santé à l'hôte". L'avantage d'utiliser des probiotiques pour traiter les maladies liées à la dysbiose réside dans sa capacité à traiter la cause sous-jacente de ces maladies. Certains avantages comprennent leur capacité à supprimer l'inflammation dans le microbiote, et à contrecarrer la colonisation par des agents pathogènes.

### Bactériothérapie fécale
Elle utilise le même raisonnement que les probiotiques: transplanter un microbiote sain et équilibré dans le colon. FMT accomplit cela en faisant un don de matières fécales d'un individu en bonne santé, dilué, soumis à des contraintes et présenté à un patient malade. Les FMT sont actuellement utilisés pour traiter les patients atteints d'infections à Clostridium Difficile, qui se sont révélés résistants à d'autres traitements. Étant donné que le processus n'est pas stérile et que les contaminations peuvent passer d'un donneur à un patient, il y a une pression pour isoler le microbiote clé et le cultiver indépendamment.

### Phagothérapie
En introduisant des virus bactériophages actifs sur certaines bactéries dont la population est anormalement élevée, on peut agir sur l'écosystème bactérien et rétablir les équilibres perturbés,. En Russie on trouve en pharmacie un bactériophagique anti staphylocoque utilisé dans les cas de dysbiose. Les phages sont utilisés sous forme liquide, en les prenant à jeun 3 fois par jour 2 heures avant les repas, éventuellement avec un lavement quotidien. Le traitement dure 2 semaines sous contrôle bactériologique strict par un médecin. L'intérêt de la phagothérapie est d'éviter de perturber le microbiote grâce au spectre limité des bactériophagiques.

## Voir également
- Microbiote intestinal humain
- Colonisation bactérienne chronique de l'intestin grêle
- Bactériothérapie fécale
- Prébiotique